# Stazione di Suzukakedai
La stazione di Suzukakedai (すずかけ台駅?, Suzukakedai-eki) è una stazione ferroviaria situata nella città di Machida, facente parte dell'area metropolitana di Tokyo, in Giappone. Essa è servita dalla linea Den-en-toshi della Tōkyū Corporation.

## Linee
Tōkyū Corporation
● Linea Tōkyū Den-en-toshi

## Struttura
La stazione è realizzata in superficie, con due marciapiedi laterali che servono due binari passanti, collegati da sottopassaggi.
| 1 | ● Linea Tōkyū Den-en-toshi | per Chūō-Rinkan                                                                                 |
| 2 | ● Linea Tōkyū Den-en-toshi | per Futako-Tamagawa, Shibuya e, via linea Hanzōmon, Oshiage e, via linea Tōbu Isesaki, Kasukabe |

## Stazioni adiacenti
| «                                 | Servizio                 | »                        |
| Linea Tōkyū Den-en-toshi          | Linea Tōkyū Den-en-toshi | Linea Tōkyū Den-en-toshi |
| --------------------------------- | ------------------------ | ------------------------ |
| Tsukushino                        | Locale                   | Minami-Machida           |
| Tutti gli altri treni non fermano |                          |                          |